# Migração de peixes

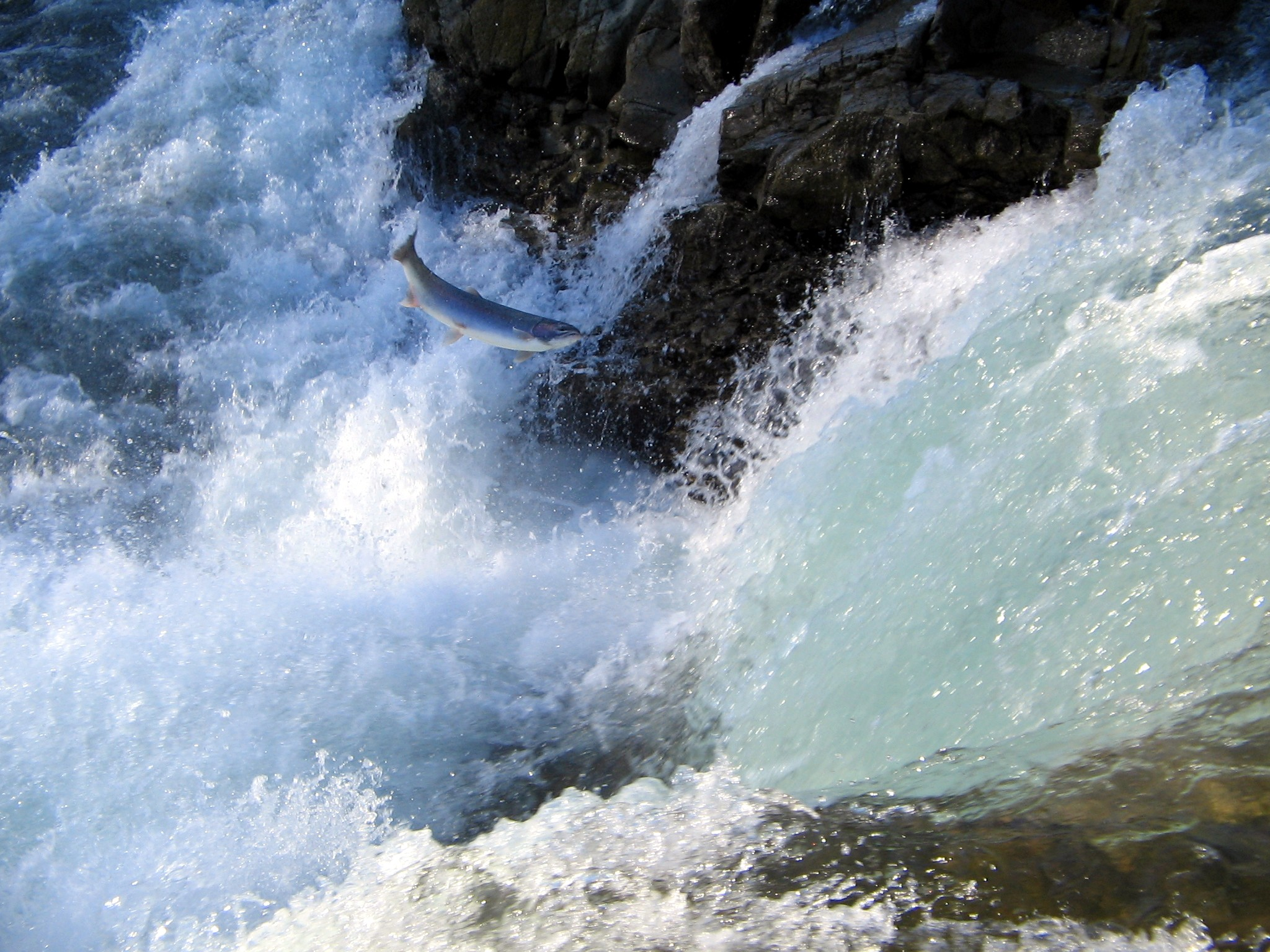

Muitos tipos de peixes têm migrações com uma base regular, o ritmo da migração pode ser diário ou anual, a distância varia de alguns metros a muitos quilômetros. O propósito usualmente é para a reprodução ou para buscar locais mais apropriados, em termos de temperatura, de protecção ou de alimentação.

## Classificação
- Potamódromos - peixes que migram apenas na água doce (do grego: potamos = rio)
- Oceanódromos - peixes que migram apenas na água salgada
- Diádromos - peixes que migram entre a água salgada e a água doce (do grego: dia = dois)
- Anádromos - peixes que crescem no mar, mas reproduzem-se em água doce (do grego: ana = cima)
- Catádromos - peixes que vivem em água doce, mas reproduzem-se no mar (do grego: cata = baixo)
- Anfídromos - peixes que podem ir para água salgada e água doce em qualquer parte da sua vida, mas não para se reproduzirem (do grego: amphi = ambos)

## Exemplos
Os melhores exemplos de anádromos são algumas espécies de salmão do Pacífico: Chinnok (Real), Coho (Prateado), Sockeye ( Vermelho), Chum (Cão) e Pink (Rosa). Eles põem seus ovos em pequenos riachos de água doce, então seguem em rumo ao mar e vivem lá por dois ou seis anos, sendo geralmente por quatro anos, retornando então para o local onde nasceram, desovam, e morrem em seguida, servindo de alimento para diversos animais como: ursos, lobos e outros peixes. Os salmões são capazes de nadar centenas de quilômetros rio à cima, por isso os humanos precisam instalar aparelhos que facilitam a passagem desses peixes em barragens. Outros exemplos de peixes anádromos são a truta, a esgana-gata e a sável.

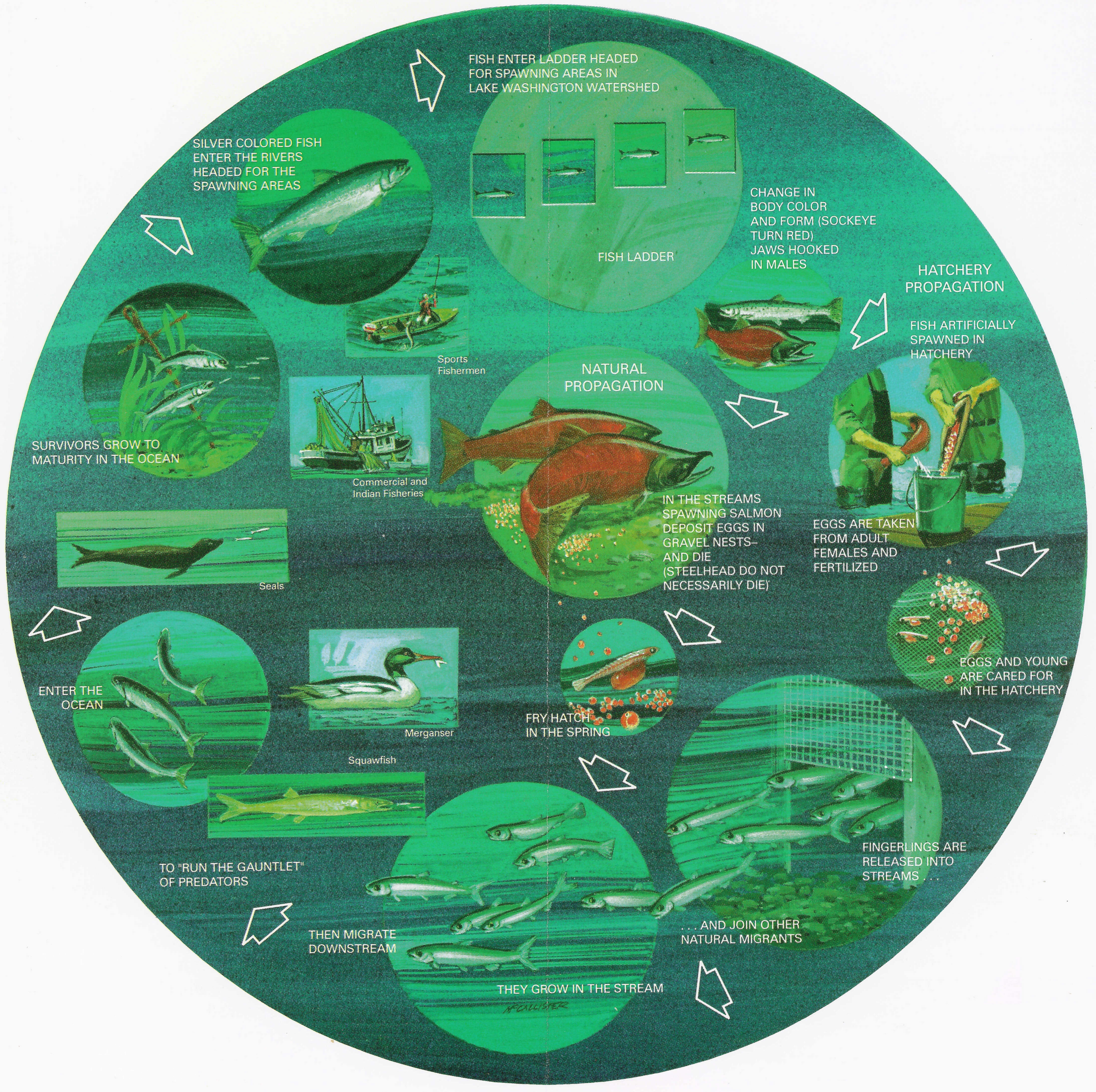
Ciclo de vida de peixes anádromos

O melhor exemplo de catádromos de água doce são as enguias da família Anguillidae, cujas larvas deslocam-se em pleno oceano, às vezes por meses ou até anos, antes de viajar milhares de quilômetros de volta aos seus riachos de origem.
Um exemplo de anfídromo são as espécies de tubarão-cabeça-chata que vivem em lagos da Nicarágua, na América Central e no rio Zambeze, na África. Tanto os de lagos quanto os de rio são de água doce, as duas espécies viverão e se alimentarão nesses lugares, mas não deixarão de ir e vir pelos oceanos (no caso dos da Nicarágua, o oceano Atlântico; e dos do Zimbaze, o oceano Índico.
A migração vertical diária é bastante comum; muitas espécies marinhas deslocam-se até a superfície à noite para se alimentarem, retornando para as profundezas durante o dia.
Uma grande quantidade de peixes marinhos, como o atum, realizam a migração norte/sul em busca de melhores temperaturas ao longo dos mares. Esse fenômeno é de importância-mor às pescas.
As migrações de peixes de água doce são geralmente curtas, normalmente do lago ao riacho ou vice-versa, com a finalidade de desovar.